# Alfred Stirling
Alfred Thorp Stirling (8. září 1902 Melbourne, Victoria – 3. července 1981 tamtéž) byl australský diplomat. Vystudoval Univerzitu v Melbourne a University College v Oxfordu. Celý svůj život zasvětil diplomatickým službám, přičemž reprezentoval Austrálii v řadě zemí.

## Mládí
Byl nejstarším ze tří dětí australského chirurga Roberta Andrewa Stirlinga a jeho druhé ženy Isabelly Jessie Matildy Oades-Thorp, zdravotní sestry z Anglie. Vystudoval University of Melbourne, kde vynikal zejména ve francouzštině a získal stipendium W. T. Mollisona pro studium na University College v Oxfordu. Zde také v roce 1927 získal svůj druhý bakalářský titul. Po ukončení studií pracoval jako asistent Roberta Menziese v Melbourne. Z Alfreda a Roberta se v té době stali celoživotní přátelé, a když se Menzies stal generálním prokurátorem, jmenoval Stirlinga svým sekretářem. Tuto pozici Stirling zastával mezi lety 1934 a 1936.

## Diplomatická kariéra

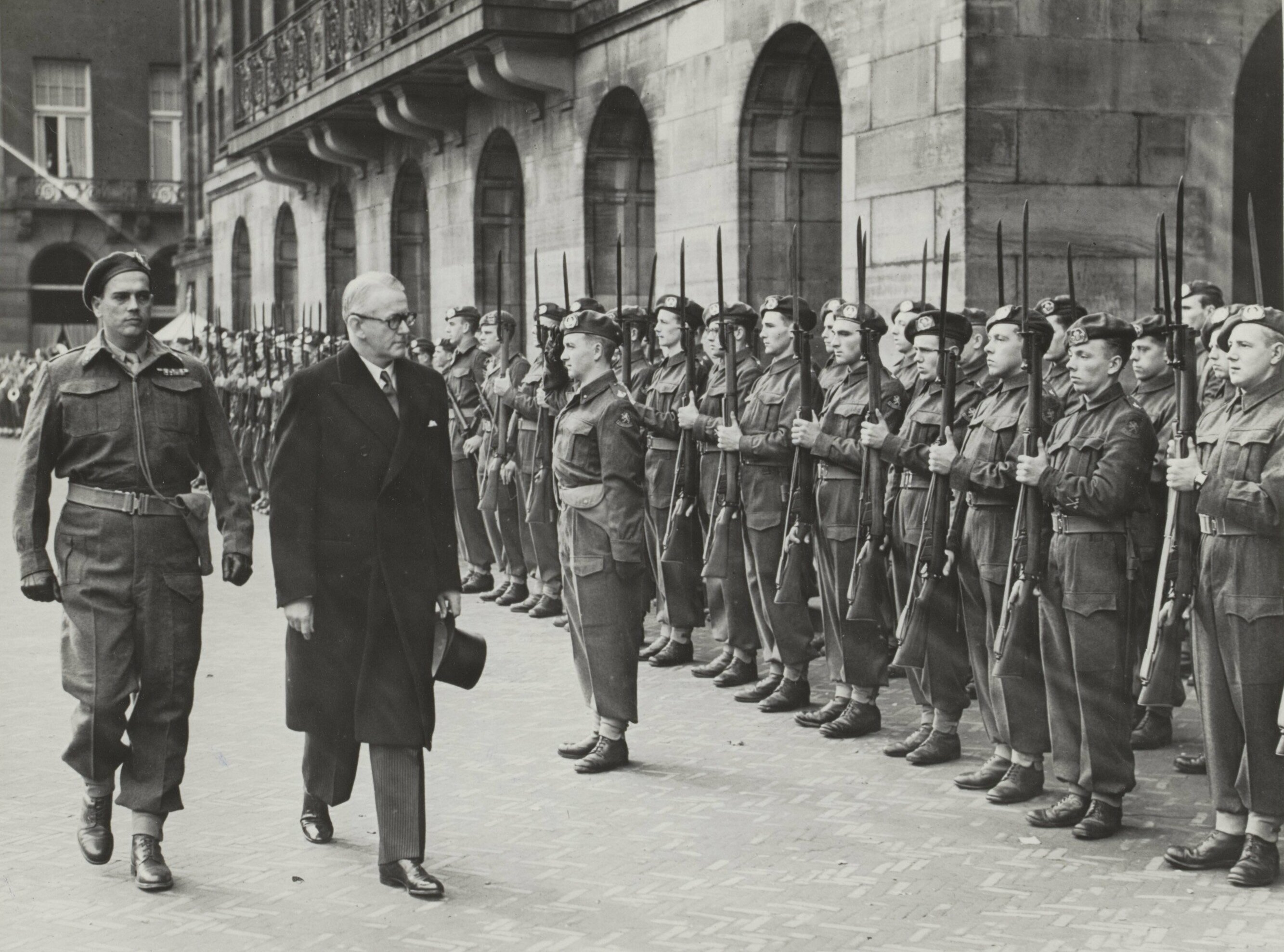
Velvyslanec Alfred Stirling v Amsterdamu v roce 1950.

Později nastoupil na ministerstvo zahraničních věcí, kde vedl politickou sekci po dobu jednoho roku. V roce 1937 byl jako styčný důstojník poslán do Londýna, kde zůstal i během druhé světové války. Během války byl také v roce 1941 oceněn Řádem britského impéria v hodnosti důstojníka. Po válce zastával pozici velvyslance Austrálie v kanadské v Ottawě, a to v letech 1945 až 1946. Právě zde naplno uplatnil svou znalost francouzštiny. V letech 1947 až 1948 byl po dobu 15 měsíců velvyslancem ve Washingtonu a v roce 1948 ještě velvyslancem v Jihoafrické republice.
Poté, co se Menzies stal v roce 1949 ministerským předsedou, poslal Stirlinga do Nizozemí, kde sloužil jako velvyslanec mezi lety 1950 a 1955. Během svého pobytu v Nizozemí pomohl zmírnit postoj nizozemské strany k jejich teritoriálním nárokům na Indonésii, a v roce 1953 mu byl také udělen Řád britského impéria v hodnosti komandéra.
V dalších letech byl velvyslancem ve Francii (1955–1959), na Filipínách (1959–1962), v Itálii (1962–1967). V letech 1964–1965 kromě postu velvyslance Itálie zastával i funkci velvyslance v Řecku.
Za své diplomatické služby obdržel v roce 1963 velkokříž Řádu svatého Řehoře Velikého a v roce 1964 Řád Jiřího I. V roce 1967 odešel Stirling do důchodu, odmítl udělení rytířského řádu a vrátil se do Melbourne, kde v 70. letech 20. století napsal sedm knih.
Během svého života se nikdy neoženil a na jeho prvních diplomatických misích ho doprovázela jeho matka a sestra Dorothy. Stirling zemřel 3. července 1981 v Melbourne a byl pohřben na hřbitově Melbourne General Cemetery.

## Publikace
- Joseph Bosisto (1970)
- The Italian diplomat: and, Italy and Scotland (1971)
- Gang Forward: A Stirling Note-book (1972)
- On the fringe of diplomacy (1973)
- Lord Bruce (1974)
- A Distant View of the Vatican (1975)
- Old Richmond (1979)